# 柳叶杜茎山
柳叶杜茎山（学名：Maesa salicifolia），为紫金牛科杜茎山属下的一个植物种。